# سوپرمارین ساوت‌همپتون
سوپرمارین ساوت‌همپتون (به انگلیسی: Supermarine Southampton) یک قایق پرنده در دوران بین دو جنگ بود که توسط شرکت هواپیماسازی بریتانیایی سوپرمارین طراحی و تولید شد. این هواپیما یکی از موفق‌ترین قایق‌های پرنده آن دوران بود.
در طراحی ساوت‌همپتون از هواپیمای آزمایشی سوپرمارین سوان ایده گرفته شد و بنابراین با سرعت نسبتاً بالایی توسعه یافت. به گفته نویسندگان هوانوردی سی اف اندروز و ئی بی مرگان، طراحی ساوتهمپتون نشان دهنده استاندارد جدیدی برای هواپیماهای دریایی بود و موفقیت بزرگی برای تیم طراحی سوپرمارین به سرپرستی رجینالد جوزف میچل بود. تقاضا برای این هواپیما به حدی بود که سوپرمارین مجبور شد ظرفیت تولید خود را افزایش دهد تا بتواند از سفارشات عقب نماند.
در طول آگوست ۱۹۲۵، ساوت‌همپتون وارد خدمت نیروی هوایی سلطنتی بریتانیا (RAF) شد. این نوع هواپیما با انجام پروازهای جمع در مسافت طولانی، شهرت مطلوبی به دست آورد. پس از آن مشتریان بیشتری برای این هواپیما پدید آمد، از جمله آن‌ها می‌توان به نیروی دریایی امپراتوری ژاپن، هوانوردی دریایی آرژانتین، و نیروی دریایی سلطنتی دانمارک اشاره کرد. چندین مورد نیز توسط کاربران غیرنظامی مانند ایمپریال ایرویز و حمل و نقل هوایی ژاپن سفارش داده شد. ساوتهمپتون نخستین خط هوایی در عرض کانال مانش برای ده مسافر بین انگلستان و فرانسه را پشتیبانی کرد.

## کاربران

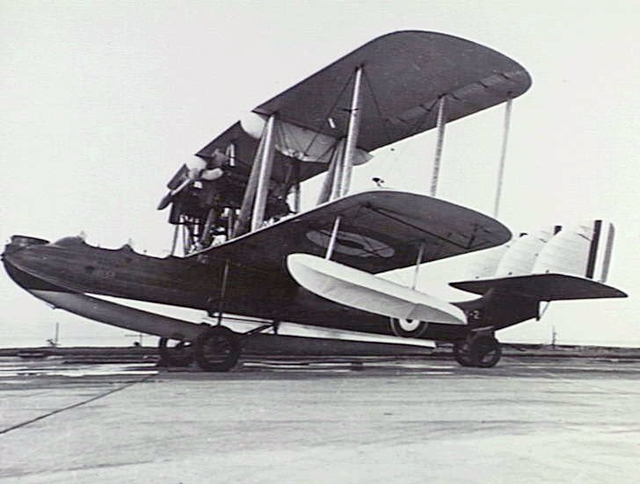
سوپرمارین ساوت‌همپتون متعلق به نیروی هوایی سلطنتی استرالیا

### کاربران نظامی
آرژانتین
- هوانوردی دریایی آرژانتین (۸)

 استرالیا
- نیروی هوایی سلطنتی استرالیا
  - مدرسه آموزش پرواز شماره ۱ اسکادران هواپیمای دریایی RAAF

 دانمارک
- نیروی دریایی سلطنتی دانمارک

 ژاپن
- نیروی دریایی امپراتوری ژاپن

 ترکیه
- نیروی هوایی ترکیه

 بریتانیا
- نیروی هوایی سلطنتی[۴]
  - اسکادران شماره ۲۰۱
  - اسکادران شماره ۲۰۳
  - اسکادران شماره ۲۰۴
  - اسکادران شماره ۲۰۵
  - اسکادران شماره ۲۰۹
  - اسکادران شماره ۲۱۰
  - اسکادران شماره ۴۸۰ (شناسایی ساحلی)

### کاربران تجاری
ژاپن
- حمل و نقل هوایی ژاپن
- نیپون کوکویوسو کنکیوجو

 بریتانیا
- امپریال ایرویز

## مشخصات فنی (ساوت‌همپتون II)

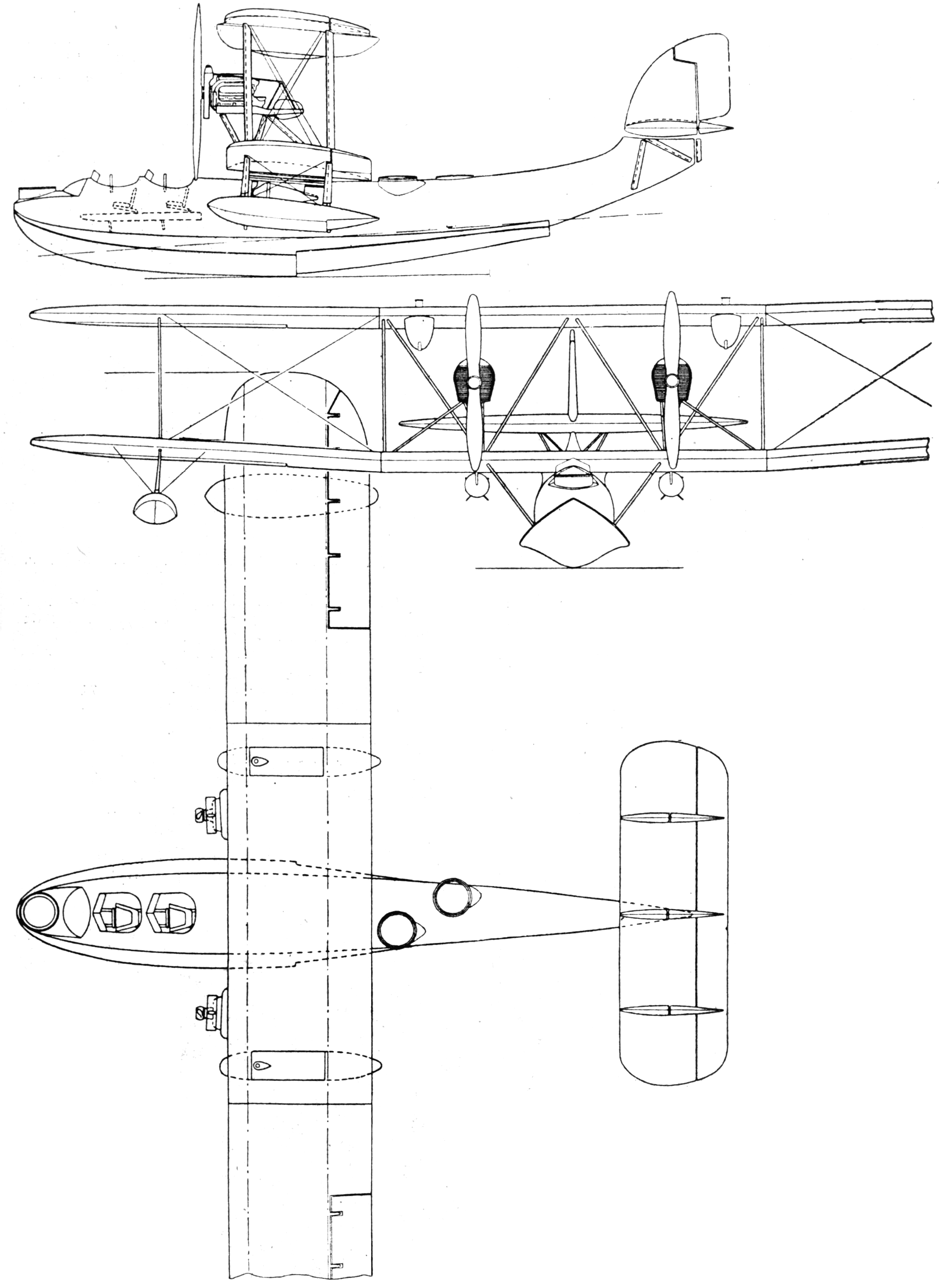
طرح ۳ نمای سوپرمارین ساوت‌همپتون از L'Air در ۱ ژانویه ۱۹۲۷

داده‌ها از Supermarine Aircraft since 1914
ویژگی‌های عمومی
- طول: ۴۹ فوت ۸ ۱⁄۲ اینچ (۱۵٫۱۵۱ متر)
- پهنای بال: ۷۵ فوت ۰ اینچ (۲۲٫۸۶ متر)
- ارتفاع: ۲۰ فوت ۵ اینچ (۶٫۲۲ متر)
- مساحت بال‌ها: ۱٬۴۴۸ فوت مربع (۱۳۴٫۵ متر مربع)
- وزن خالی: ۹٬۶۹۷ پوند (۴٬۳۹۸ کیلوگرم)
- وزن ناخالص: ۱۵٬۲۰۰ پوند (۶٬۸۹۵ کیلوگرم)
- بیشترین وزن برخاست: ۱۸٬۰۰۰ پوند (۸٬۱۶۵ کیلوگرم) (اضافه بار)[۶]
- پیشرانه: ۲ عدد موتور دابلیو شکل اینلاین Napier Lion VA, ۵۰۰ اسب بخار (۳۷۰ کیلووات)  در هر موتور

عملکرد
- حداکثر سرعت: ۹۵ مایل بر ساعت (۱۵۳ کیلومتر بر ساعت، ۸۳ گره) در سطح دریا
- بُرد: ۵۴۴ مایل (۸۷۵ کیلومتر، ۴۷۳ مایل دریایی) در ۸۶ مایل بر ساعت (۷۵ گره؛ ۱۳۸ کیلومتر بر ساعت) و ۲٬۰۰۰ فوت (۶۱۰ متر)
- مداومت پروازی: ۶٫۳ ساعت
- حداکثر ارتفاع: ۵٬۹۵۰ فوت (۱٬۸۱۰ متر) * سقف پرواز: ۸٬۱۰۰ فوت (۲٬۵۰۰ متر)
- نرخ صعود: ۳۶۸ فوت بر دقیقه (۱٫۸۷ متر بر ثانیه)
- زمان اوج‌گیری: ۲۹ دقیقه، ۴۲ ثانیه تا ۶٬۰۰۰ فوت (۱٬۸۰۰ متر)

تسلیحات

- اسلحه‌ها: سه × تفنگ لوئیس .۳۰۳ اینچی (۷٫۷ میلی‌متر)
- بمب‌ها: ۱٬۱۰۰ پوند در زیر بال‌ها

## همچنین ببینید
توسعه مرتبط
- Supermarine Scylla
- سوپرمارین سوان
- Saunders A.14
- سوپرمارین اسکاپا
- Supermarine Stranraer
- Hiro H2H

هواگردهای با عملکرد، پیکربندی و یا دوره زمانی مشابه
- Felixstowe F.5
- Phoenix P.5 Cork[۷]
- English Electric Kingston
- Naval Aircraft Factory PN
- Hiro H1H

فهرست‌های مرتبط
- RAF aircraft
- List of seaplanes and flying boats

### کتابشناسی - فهرست کتب
- Andrews, C.F. and E.B. Morgan. Supermarine Aircraft Since 1914. London: Putnam, 1981. شابک ‎۰−۳۷۰−۱۰۰۱۸−۲.
- Andrews, C.F. and E.B. Morgan. Supermarine Aircraft since 1914 (2nd ed.). London: Putnam, 1987. شابک ‎۹۷۸−۰−۸۵۱۷۷−۸۰۰−۶.
- Jackson, A. J. British Civil Aircraft since 1919 Volume 3, 1974, Putnam, London, شابک ‎۹۷۸−۰−۳۷۰−۱۰۰۱۴−۲.
- Kightly, James. "Database: Supermarine Southampton". Aeroplane, April 2020, Vol. 48, No. 4. pp.  75–87. ISSN 0143-7240.
- Thetford, Owen. Aircraft of the Royal Air Force 1918–57 (First Edition ed.). London: Putnam, 1957.

## جهت مطالعه
- Hillman, Jo; Higgs, Colin (2020). Supermarine Southampton: The Flying Boat that Made R.J. Mitchell. Air World. ISBN 978-15267-8-497-1.
- Núñez Padin, Jorge Felix (2016).  Núñez Padin, Jorge Felix (ed.). Viking, Southampton & Walrus. Serie Aeronaval (به اسپانیایی). Vol. 34. Bahía Blanca, Argentina: Fuerzas Aeronavales. Retrieved 23 August 2016.
- Pegram, Ralph (2016). "The Move to Big Boats". Beyond the Spitfire: The Unseen Designs of R.J. Mitchell. The History Press. pp. 53–64. ISBN 978-0-7509-6515-6.
- Shelton, John (2008). Schneider Trophy to Spitfire – The Design Career of R.J. Mitchell (Hardback). Sparkford: Hayes Publishing. ISBN 978-1-84425-530-6.